# T/S Gunilla
Le T/S Gunilla  est un trois-mâts barque à coque en acier construit en Suède en 1940. Il était le plus grand voilier suédois avant le lancement du Gotheborg en 2004.

Son port d'attache actuel est Öckerö dans l'Archipel de Göteborg.

## Histoire
Ce trois-mâts barque a été construit en 1940 sur le chantier naval d'Oskarshamn. Il a été lancé comme cargo à voiles pour le transport de marchandises. Il a navigué jusqu'en 1997.
Désormais il est affrété comme navire école pour les étudiants de la Öckerö Seglande Gymnasieskola. Pour cela il a subi une restauration importante et un réaménagement pour répondre aux besoins de sécurité actuels et à sa nouvelle fonction.
Il navigue tous les ans sur un grand tour de l'Atlantique et participe à certains grands événements nautiques comme les The Cutty Sark Tall Ships Races.